# Villa Necchi Campiglio

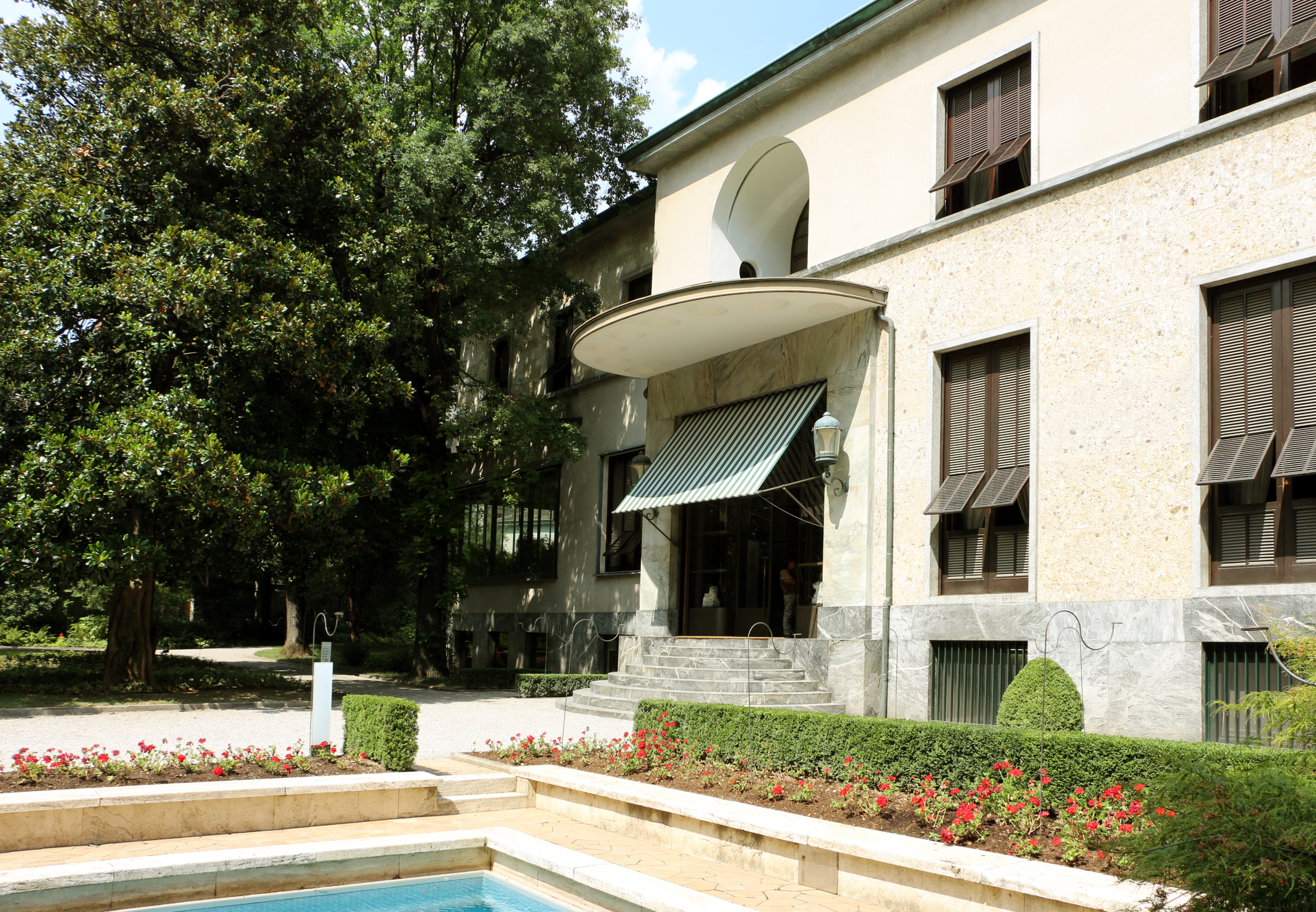
Die Gartenseite des Gebäudes

Die Villa Necchi Campiglio ist eine in den 1930er Jahren in Mailand durch die Familie Necchi Campiglio, im Stil des Mailänder Novecento errichtete und von einem großen Garten umgebene Villa. Die Villa ist heute im Besitz des FAI – Fondo per l’Ambiente Italiano, der italienischen Denkmal- und Umweltschutzstiftung, und ist seit 2008 ein Teil des Museumswegs Case Museo di Milano. Sie befindet sich im Mailänder Stadtzentrum in der Via Mozart 14.

## Die Familie Necchi Campiglio und ihre Zeit
Die Bauherren, die Geschwister Gigina, Nedda und Vittorio Necchi sowie Giginas Ehemann, Angelo Campiglio, waren Vertreter der bürgerlichen Industriellen der Lombardei. Das Gebäude zeigt den Lebensstil der Bauherren, die keiner Begrenzung durch ein Budget unterlagen und durch hervorragende Ausstattung und perfekte künstlerische Ausführung auffallen.
Die Familien der Bauherren betätigten sich von den Jahren ab 1920 bis 1960 unternehmerisch in der Herstellung von emaillierten Haushaltswaren und von Nähmaschinen (Marke: Necchi). Diese Jahre waren trotz der Weltwirtschaftskrise 1929 und des Zweiten Weltkrieges für die lombardische Hauptstadt eine Zeit der Modernisierung und des Stadtumbaus. Beispiele hierfür sind der Hauptbahnhof in Mailand, die Autobahn zu den lombardischen Seen, das Fußballstadion und der Flughafen für Wasserflugzeuge. Nach dem Kriege kamen das Messegelände, die U-Bahn und das Pirelli-Hochhaus hinzu.

## Das Gebäude

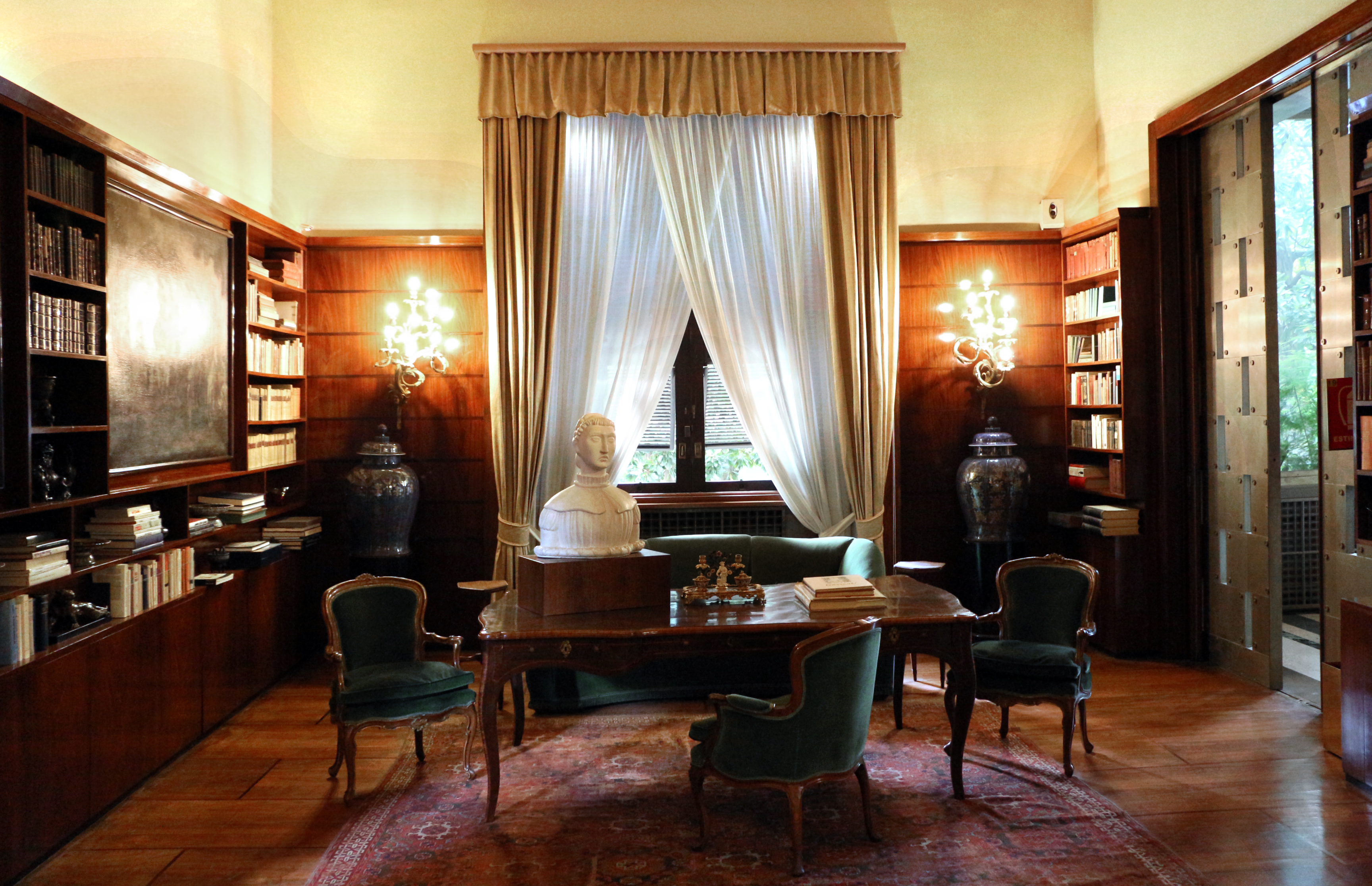
Die Bibliothek

Das Gebäude wurde in den Jahren 1932 bis 1935 vom Mailänder Architekten Piero Portaluppi (1888–1967) gebaut. Es ist, bis auf einige Teile der Inneneinrichtung, komplett sowohl innen als auch außen erhalten. Im Garten befinden sich moderne Bauteile wie der beheizte Swimmingpool und der Tennisplatz in einer großzügigen Umgebung. Im Inneren befinden sich im Erdgeschoss, ausgehend von einer nussbaumholz- und palisander-getäfelten Vorhalle, eine Bibliothek mit einem anschließenden Wintergarten. Die andere Seite des Erdgeschosses enthält ein Raucherzimmer, den Speisesaal und die anschließenden Räume für die Hausdienste. Ebenfalls im Erdgeschoss befindet sich das Büro von Angelo Campiglio, ausgestattet mit zeitgemäßen Möbeln. Abgesenkt sind die Küche, die Vorratsräume, das Esszimmer für die Dienerschaft etc. und ein Billardzimmer. Zum Obergeschoss führt eine großzügige Holztreppe zu den Zimmern der Hausherren und den Gästezimmern von Heinrich von Hessen-Kassel (it.: Enrico d'Assia), der als Bühnenbildner des Teatro alla Scala hier ständiges Aufenthaltsrecht hatte. Im Dachgeschoss sind die Dienstbotenzimmer und ein Bad untergebracht.

## Geschichte des Hauses

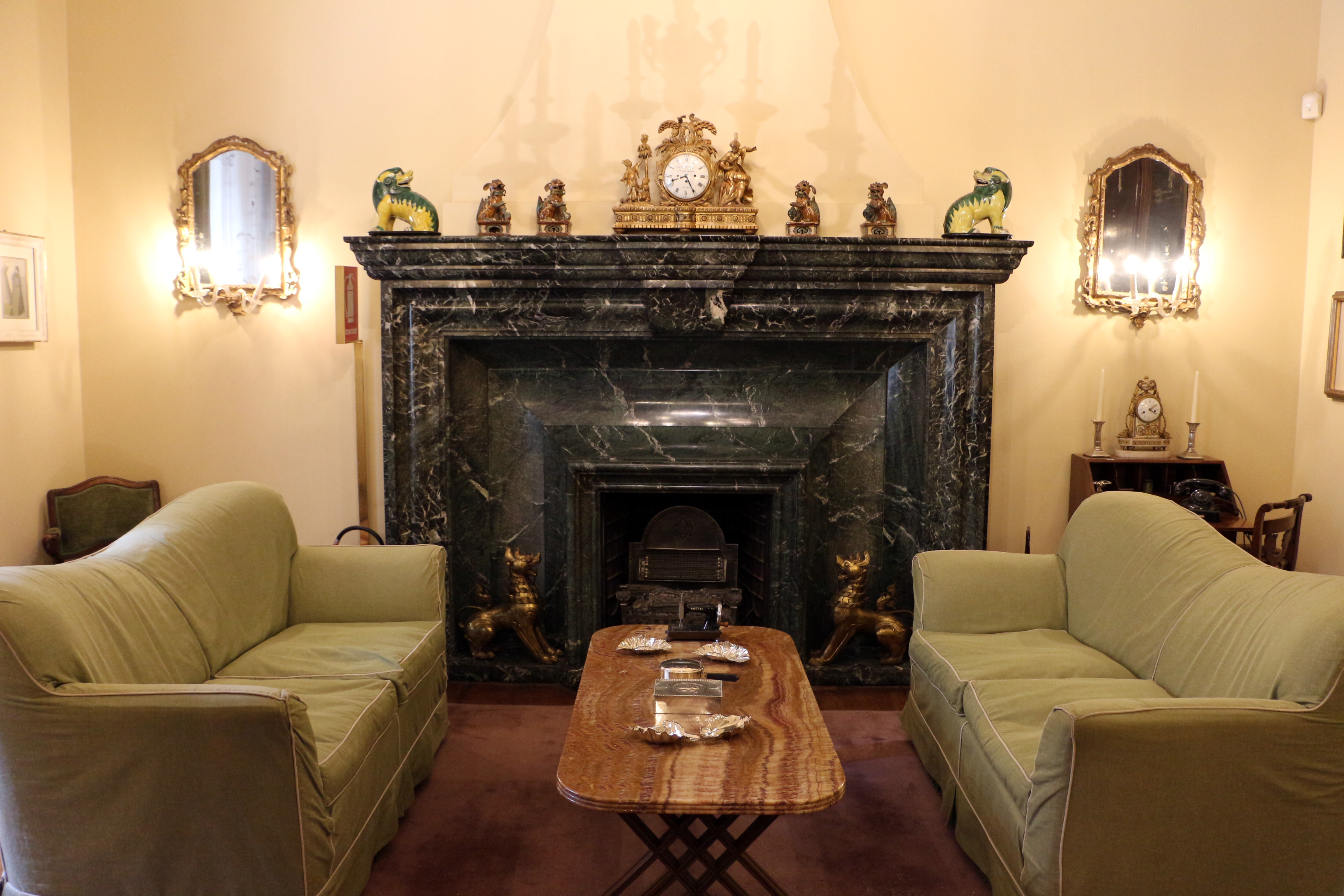
Fumoir

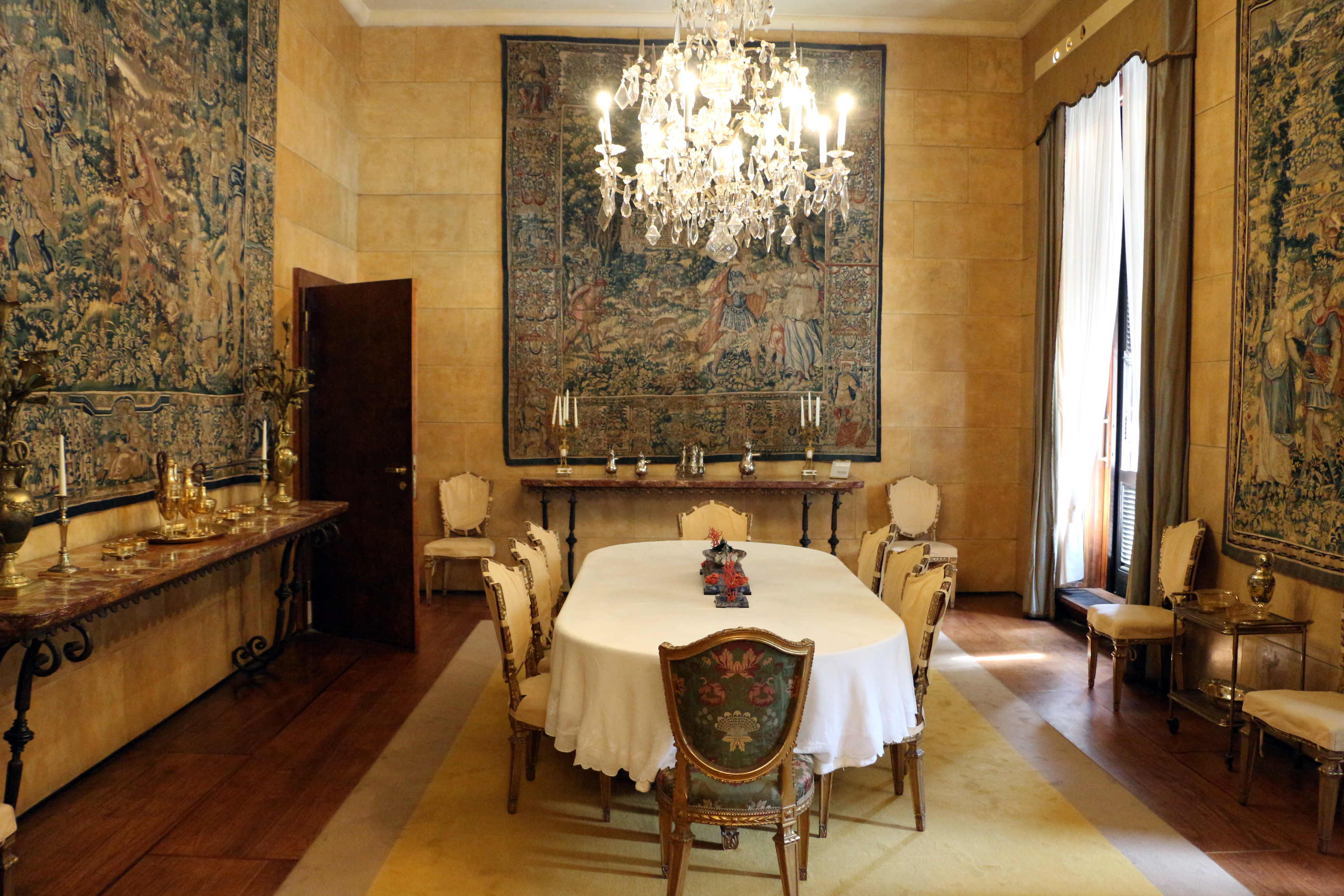
Salle à Manger

Die Gegend, in der die Villa steht, wurde bis zum Ende des 19. Jahrhunderts von privaten Obst- und Gemüsegärten eingenommen. Eine Erschließung der Gegend fand erst nach der Einrichtung des Instituts für die Blinden 1890–1892 statt. Die Erschließung erfolgte nach dem Abschluss eines entsprechenden Vertrages durch die Stadt Mailand und die Gräfin Antonietta Sola-Busca durch mehrere Straßen, zu der auch die Via Mozart gehört.  Das bis dahin unbebaute Gelände wurde ab 1926 auf der Basis eines Bebauungsplanes des Architekten Aldo Andreani erschlossen und bebaut.
Angelo Campiglio und die Geschwister Necchi erwarben das Grundstück 1930 und ließen es mit einem modernen Gebäude bebauen, das Aufzüge, Speisenaufzug, internes und externes Telefon und einen beheizbaren Pool umfasste. Ab 1938 ließen die Hausherren den Garten von einem modernen Anblick zu einem Barockgarten umgestalten.
Während des Zweiten Weltkrieges zogen sich die Hausbesitzer in ihren Besitz bei Barasso in die Nähe von Varese zurück. Die Villa wurde Kommandozentrale des faschistischen Ministers Alessandro Pavolini, der auf der Flucht im April 1945 zusammen mit Mussolini festgesetzt und erschossen wurde. Danach war das Gebäude von den Briten besetzt und anschließend Sitz des Konsuls der Niederlande in Mailand.
Nach einigen Jahren konnten die Erbauer wieder in ihre Villa einziehen, einige der Einrichtungsgegenstände wurden an das Personal verschenkt und „moderneres“ Mobiliar angeschafft.
Als Gigina Necchi als letzte der Familie Necchi Campiglio 2001 starb, vererbte sie das Haus dem FAI - Fondo per l'Ambiente Italiano. Der FAI ließ das Gebäude durch den Architekten Piero Castellini, einen Enkel Piero Portaluppis, restaurieren. Im Jahr 2008 konnte die Villa der Öffentlichkeit zugänglich gemacht werden.

## Heutige Nutzung
Die Villa ist vom Untergeschoss bis zum Dachgeschoss einschließlich Garten zu besichtigen. Sie beherbergt die Sammlung von Claudia Gian Ferrari von Kunstwerken des frühen 20. Jahrhunderts (zum Beispiel La famiglia del pastore von Mario Sironi) als ständige Leihgabe an den FAI. Ferner befindet sich hier die Sammlung von Gemälden und Kunstgegenständen des 18. Jahrhunderts des Sammlerpaares Alighiero und Emilietta de' Micheli, die dem FAI als Erbe übertragen wurden.
Die Villa ist zudem eine beliebte Eventlocation. Während der Mailänder Modewochen wird sie vom Modehaus Tod’s als Repräsentanz und Ausstellungslocation genutzt.
Im Spätsommer 2022 wurde ein Gala-Dinner in der Villa veranstaltet, ein Sponsor ist der angeschlagene Energiekonzern Uniper.

## Im Film
Die Villa ist Schauplatz des Films I Am Love (2010) des italienischen Regisseurs Luca Guadagnino und des Films Der gezähmte Widerspenstige mit Adriano Celentano und Ornella Muti. Im Film „House of Gucci“ von Ridley Scott war die Villa der Wohnsitz von Rodolfo Gucci, gespielt von Jeremy Irons.